# 674 v.Chr.
Het jaar 674 v.Chr. is een jaartal volgens de christelijke jaartelling.

## Gebeurtenissen

### Klein-Azië
- De Scythische koning Bartatua treedt in het huwelijk met de dochter van Esarhaddon.

### Assyrië
- Koning Esarhaddon begint een veldtocht tegen de Filistijnen en verovert Ashkelon.
- Taharqa verslaat een Assyrische invasie